# Movileni (Olt)
Movileni é uma comuna romena localizada no distrito de Olt, na região de Oltênia. A comuna possui uma área de 50.43 km² e sua população era de 3707 habitantes segundo o censo de 2007.